# Lijst van rijksmonumenten in Cranendonck
De Nederlandse gemeente Cranendonck telt 38 inschrijvingen in het rijksmonumentenregister. Hieronder een overzicht. 

## Budel
De plaats Budel telt 7 inschrijvingen in het rijksmonumentenregister. Zie Lijst van rijksmonumenten in Budel voor een overzicht.

## Budel-Dorplein
De plaats Budel-Dorplein telt 13 inschrijvingen in het rijksmonumentenregister. Zie Lijst van rijksmonumenten in Budel-Dorplein voor een overzicht.

## Budel-Schoot
De plaats Budel-Schoot telt 3 inschrijving in het rijksmonumentenregister.
| Object                    | Oorspronkelijke functie?  | Bouwjaar | Architect | Locatie            | Coördinaten?                  | Nr.?   | Afbeelding        |
| ------------------------- | ------------------------- | -------- | --------- | ------------------ | ----------------------------- | ------ | ----------------- |
| Janzona                   | Industrie- en poldermolen | 1937     |           | Grootschoterweg 17 | 51° 15' 33" NB, 5° 34' 12" OL | 11261  | Meer afbeeldingen |
| Langgevelboerderij        | Boerderij                 | 19e eeuw |           | Klein-Schoot 24    | 51° 15' 18" NB, 5° 34' 29" OL | 11264  | Meer afbeeldingen |
| Dubbele woonhuis met stal | Woonhuis                  | ca. 1900 |           | Hamonterweg 1      | 51° 14' 52" NB, 5° 33' 47" OL | 518887 | Meer afbeeldingen |

## Gastel
De plaats Gastel telt 3 inschrijvingen in het rijksmonumentenregister.
| Object | Oorspronkelijke functie? | Bouwjaar | Architect | Locatie                          | Coördinaten?                  | Nr.?  | Afbeelding  |
| --- | ------------------------ | -------- | --------- | -------------------------------- | ----------------------------- | ----- | ----------- |
| Hardstenen grenspaal ter afscheiding van de heerlijkheid Hees en Leen enerzijds en de baronie Cranendonck anderzijds | Grensafbakening          |          |           | Tussen Groenstraat en Kranenveld | 51° 18' 16" NB, 5° 32' 20" OL | 26326 | Upload foto |
| Hardstenen grenspaal ter afscheiding van de heerlijkheid Hees en Leen enerzijds en de baronie Cranendonck anderzijds | Grensafbakening          |          |           | In de buurt van de Bergbosweg    | 51° 17' 45" NB, 5° 31' 6" OL  | 26330 | Upload foto |
| Hardstenen grenspaal ter afscheiding van de heerlijkheid Hees en Leen enerzijds en de baronie Cranendonck anderzijds | Grensafbakening          |          |           | Tussen Groenstraat en Kranenveld | 51° 18' 16" NB, 5° 32' 20" OL | 26331 | Upload foto |

## Maarheeze
De plaats Maarheeze telt 9 inschrijvingen in het rijksmonumentenregister. Zie Lijst van rijksmonumenten in Maarheeze voor een overzicht.

## Soerendonk
De plaats Soerendonk telt 3 inschrijvingen in het rijksmonumentenregister.
| Object | Oorspronkelijke functie? | Bouwjaar          | Architect                  | Locatie        | Coördinaten?                  | Nr.?   | Afbeelding        |
| --- | ------------------------ | ----------------- | -------------------------- | -------------- | ----------------------------- | ------ | ----------------- |
| Hardstenen grenspaal ter afscheiding van heerlijkheid Hees en Leen enerzijds en de baronie Cranendonck anderzijds | Grensafbakening          | 1765              |                            | d'Aasdonker    | 51° 18' 19" NB, 5° 33' 42" OL | 26332  | Upload foto       |
| Boerderij van het Kempische langgeveltype                                                                         | Boerderij                | 1789 (jaarankers) |                            | Dorpsstraat 44 | 51° 18' 16" NB, 5° 34' 28" OL | 26333  | Meer afbeeldingen |
| R.K. kerk H. Johannes de Doper vanwege orgel                                                                      | Vanwege onderdelen kerk  | 1843 (orgel)      | L. Vermeulen (orgelbouwer) | Dorpsstraat 25 | 51° 18' 9" NB, 5° 34' 26" OL  | 424832 | Meer afbeeldingen |

's-Hertogenbosch ·
Alphen-Chaam ·
Altena ·
Asten ·
Baarle-Nassau ·
Bergeijk ·
Bergen op Zoom ·
Bernheze ·
Best ·
Bladel ·
Boekel ·
Boxtel ·
Breda ·
Cranendonck ·
Deurne ·
Dongen ·
Drimmelen ·
Eersel ·
Eindhoven ·
Etten-Leur ·
Geertruidenberg ·
Geldrop-Mierlo ·
Gemert-Bakel ·
Gilze en Rijen ·
Goirle ·
Halderberge ·
Heeze-Leende ·
Helmond ·
Heusden ·
Hilvarenbeek ·
Laarbeek ·
Land van Cuijk ·
Loon op Zand ·
Maashorst ·
Meierijstad ·
Moerdijk ·
Nuenen, Gerwen en Nederwetten ·
Oirschot ·
Oisterwijk ·
Oosterhout ·
Oss ·
Reusel-De Mierden ·
Roosendaal ·
Rucphen ·
Sint-Michielsgestel ·
Someren ·
Son en Breugel ·
Steenbergen ·
Tilburg ·
Valkenswaard ·
Veldhoven ·
Vught ·
Waalre ·
Waalwijk ·
Woensdrecht ·
Zundert